# Lamprotornis purpuroptera
Lamprotornis purpuroptera là một loài chim trong họ Sturnidae.